# Neochera contraria
Neochera contraria là một loài bướm đêm trong họ Erebidae.